# Peter Gerlow
Peter Gerlow, né en 1943, est un joueur de squash représentant le Danemark. Il est le premier champion du Danemark en 1978. 

## Biographie
Son père Max Gerlow est un joueur de squash réputé et homme d'affaires.
Peter Gerlow symbolise à lui seul la période dorée du squash danois. Il remporte en 1961 la Coupe Drysdale considéré comme le championnat du monde junior sans perdre un jeu alors que l'année précédente, il était déjà en demi-finale. Il conserve son titre l'année suivante.

## Palmarès

### Titres
- Championnats du Danemark : 1978
- Coupe Drysdale : 2 titres (1961, 1962)